# Dámaso Pichón
Dámaso Jose Pichón Fuentes (Uribia, Colombia, 6 de abril de 1990) es un futbolista colombiano. Jugaba como defensa.

## Estadísticas
| Club                         | Div                 | Temporada           | Liga  | Liga  | Copa Nacional | Copa Nacional | Copa Internacional | Copa Internacional | Total | Total |
| Club                         | Div                 | Temporada           | Part. | Goles | Part.         | Goles         | Part.              | Goles              | Part. | Goles |
| ---------------------------- | ------------------- | ------------------- | ----- | ----- | ------------- | ------------- | ------------------ | ------------------ | ----- | ----- |
| Barranquilla FC · Colombia   | 2.ª                 | 2011                | 32    | 0     | 4             | 0             | -                  | -                  | 36    | 0     |
| Barranquilla FC · Colombia   | 2.ª                 | 2012                | 22    | 0     | 4             | 0             | -                  | -                  | 26    | 0     |
| Barranquilla FC · Colombia   | 2.ª                 | 2013                | 19    | 0     | 3             | 0             | -                  | -                  | 22    | 0     |
| Barranquilla FC · Colombia   | Total               | Total               | 73    | 0     | 11            | 0             | 0                  | 0                  | 84    | 0     |
| Atlético Veragüense · Panamá | 1.ª                 | 2016-17             | 35    | 3     | 0             | 0             | -                  | -                  | 35    | 3     |
| Atlético Veragüense · Panamá | 1.ª                 | 2017                | 14    | 2     | 0             | 0             | -                  | -                  | 14    | 2     |
| Atlético Veragüense · Panamá | Total               | Total               | 49    | 5     | 0             | 0             | 0                  | 0                  | 49    | 5     |
| San Francisco FC · Panamá    | 1.ª                 | 2018                | 18    | 2     | 0             | 0             | -                  | -                  | 18    | 2     |
| San Francisco FC · Panamá    | 1.ª                 | 2018-19             | 3     | 0     | 0             | 0             | -                  | -                  | 3     | 0     |
| San Francisco FC · Panamá    | Total               | Total               | 21    | 2     | 0             | 0             | 0                  | 0                  | 21    | 2     |
| CD Universitario · Panamá    | 1.ª                 | 2020                | 0     | 0     | -             | -             | -                  | -                  | 0     | 0     |
| CD Universitario · Panamá    | Total               | Total               | 21    | 2     | 0             | 0             | 0                  | 0                  | 21    | 2     |
| Total en su carrera          | Total en su carrera | Total en su carrera | 143   | 7     | 11            | 0             | 0                  | 0                  | 154   | 7     |

## Palmarés

### Campeonatos
- Campeón del Ascenso LPF Clausura 2016 con Atlético Veragüense.
- Subcampeón del LPF Apertura 2017 con Atlético Veragüense.
- Campeón del Torneo Apertura 2018 (Panamá) (fase regular) con San Francisco FC.
- Campeón de la Copa Regional Caribeña Sub-23 en 2010 con la selección juvenil de Colombia.
- Finalista de la Supercopa Panameña 2017 con San Francisco FC.
- Campeón del Torneo de Reservas 2009 con Junior de Barranquilla (categoría sub-20).